# Torre de los Varona (Cameno)
La torre de los Varona en Cameno  es la única que se conserva de las dos que algún día hubo, se trata de una torre que se empelaba como defensa ante las pequeñas guerrillas que había entre pueblos. La desaparecida era perteneciente a los Velasco quienes tenían varias propiedades por la zona. Se encuentra situada encima de una pequeña colina en el centro urbano de Cameno, los materiales principales que emplearon para construir esta torre son hormigón y cal, aunque también emplearon otros como cascotes y tierra (todo mezclado y apisonado).

## Historia
A pesar de que no hay datos concretos sobre la fecha en la que se construyó, se sabe que fue construido después de 1432 durante la época Cristiano Medieval ya que en ese año el pueblo pasó de ser del duque de Frías a pertenecer a los Varona.

## Uso actual
Actualmente se emplea como la iglesia del pueblo para misas y demás celebraciones y también como monumento turístico, ya que se encuentra en buen estado de conservación. Ya que está protegido por ser parte del Patrimonio Histórico Español y por la ley  Ley 16/1985, de 25 de junio, del Patrimonio Histórico Español (B.O.E. núm. 155, de 29 de junio de 1985). Bajo la protección de la Declaración genérica del Decreto de 22 de abril de 1949 y la Ley 16/1985 sobre el Patrimonio Histórico Español.